# Ctenomys roigi
Туко-туко Ройга (Ctenomys roigi) — вид гризунів родини Тукотукових, що зустрічається в Аргентині біля річки Парана в провінції Коррієнтес. Мешкає в районі піщаних дюн і берегів річок.

## Етимологія
Вид названий на честь аргентинського зоолога Вірґіліо Ройга (ісп. Virgilio G. Roig).